# Krakowska szkoła historyczna
Krakowska szkoła historyczna – kierunek w polskiej historiografii, stworzony przez historyków z Uniwersytetu Jagiellońskiego w ostatniej ćwierci XIX wieku.

## Historia
Badacze z tego nurtu sformułowali nowatorskie, bardzo krytyczne spojrzenie na dzieje Polski, określane jako pesymistyczne. Wedle nich upadek Rzeczypospolitej i rozbiory nie były efektem działań nikczemnych sąsiadów, ale przede wszystkim wynikiem "błędów narodu", zwłaszcza wadliwego ustroju, anarchii, prywaty i braku poszanowania władzy państwowej wśród szlachty. Tym samym tłumaczono także wydarzenia z I połowy XIX wieku, klęski kolejnych powstań narodowych. 
Ponadto historycy ci rozwinęli na bardzo wysokim poziomie warsztat badawczy, poświęcali wiele uwagi doskonaleniu metod wydawania źródeł. Skupiali się głównie na średniowiecznych i nowożytnych dziejach Polski, koncentrując się głównie na poznawaniu i wyjaśnianiu organizacji państwa.

## Główni przedstawiciele
Głównymi przedstawicielami krakowskiej szkoły byli ks. Walerian Kalinka, Józef Szujski (starsze pokolenie twórców), Stanisław Smolka i Michał Bobrzyński (młodsze pokolenie historyków), a z zakresu historii literatury Stanisław Tarnowski. Ich tezy dotyczące przyczyn upadku Polski przyjęło ugrupowanie stańczyków, które zresztą współtworzyli.

## Krytyka
W opozycji do nich, w środowisku warszawskim na przełomie lat 70. i 80. XIX wieku powstała tzw. warszawska szkoła historyczna. Przeciwnikami szkoły krakowskiej byli też Henryk Schmitt, Józef Ignacy Kraszewski, Władysław Konopczyński. Ponadto, na początku XX stulecia, część historyków Uniwersytetu Jagiellońskiego, m.in. Wacław Sobieski, Stanisław Kutrzeba, Wacław Tokarz, odeszła od pesymistycznej interpretacji dziejów Polski, tworząc tzw. nową krakowską szkołę historyczną.
Adam Asnyk poświęcił szkole krakowskiej ironiczny wiersz Historyczna nowa szkoła.